# Шпаєрське князь-єпископство
Шпаєрське князівство-єпископство (Episcopatus Spirensis  (латинська), Fürstbistum Speyer  (німецька)) — колишнє церковне князівство Священної Римської імперії на території нинішніх німецьких земель Рейнланд-Пфальц і Баден-Вюртемберг. 
Будо секуляризовано в 1803 році. 
Князь-єпископ проживав у Шпаєрі, вільному імперському місті, до XIV століття, коли він переніс свою резиденцію до Удденгайма (Філіппсбург), а потім в 1723 році до Брухзаля. 
Існували напружені стосунки між князь-єпископами, які були римо-католиками, та громадською владою Вільного міста, офіційно протестантського з часів Реформації. 
Князь-намісник Віссембурга в Ельзасі управлявся князем-єпископом Шпаєра в особистій унії. 

## Географія
Князь-єпископство Шпаєр належало до Верхньорейнського округа Священної Римської імперії. 
Одне з найменших князівств Священної Римської імперії, воно складалося з понад півдюжини окремих анклавів загальною площею близько 1540 км² по обидва боки Рейну. 
Містив міста Брухзаль (на правому березі), а також Дайдесгайм, Герксгайм-бай-Ландау та Лотербур (на лівому березі). 
У 1800 році єпископство налічувало близько 55 тис. осіб.

## Історія
Єпархія Шпаєра, ймовірно, існувала з III або IV століття. 
Вперше згадується в історичних документах в 614 році. 
До 748 року воно було суфрагантним єпископством Трірської архідієцезії, а відтоді до секуляризації княжого єпископства в 1803 році — Майнцької архідієцезії.
Історія Шпаєрського єпископства почалася не пізніше кінця VII століття, коли єпископ Шпаєра отримав королівські володіння в сусідньому Шпаєргау. 
У X-XI століттях єпархія отримала додаткові землі, в тому числі подаровані імператором Оттоном I. У 1030 році було розпочато будівництво собору. 
У 1061 році собор було освячено. 
У 1086 році імператор Генріх IV надав єпископству решту частин графства Шпаєргау.
З 1111 року громадяни міста Шпаєр почали дедалі більше послаблювати свої зв’язки з правлінням єпископа. 
У 1230 році вперше згадується бургомістр. 
У 1294 році Шпаєр став вільним імперським містом. 
Єпископ переніс свій палац в 1371 році до Уденгайма. 
На початку XVII століття єпископ Філіп Крістоф фон Зетерн розширив фортецю Філіппсбург. 
Князь-єпископи правили звідти в 1371-1723 рр. 
Після цього князь-єпископ переніс свою резиденцію до Брухзаля.
Французькі війська захопили Філіппсбург в 1644 році наприкінці Тридцятилітньої війни. 
Франція отримала фортецю за Вестфальським миром 1648 року. 
Під час франко-голландської війни імперські війська знову захопили її в 1676 році. 
Згідно з Німвегенським договором 1679 року фортеця була офіційно повернута єпископу та імперії. 
Проте Франція анексувала частини лівобережних територій єпископства в 1681 році як Реюньйон і знову захопила Філіппсбург в 1688 році на початку Дев'ятирічної війни. 
Окупована територія повернута в 1697 року за Рейсвейкським мирним договором .
У 1801/1802 рр. решта лівобережних територій Шпаєра були завойовані французькими військами під час Великої французької революції. 
Правобережні території відійшли до маркграфів Бадену.
На цьому завершено світське володарювання єпископа Шпаєра. 
Секуляризоване єпископство продовжувало церковно діяти як єпархія Шпаєра. 
Нарешті, французька частина колишнього кнзь-єпископства була поділена між Баварією та Гессен-Дармштадтом в 1815 році.